# جامع هواجيويه
جامع هواجيويه أكبر جوامع مدينة شيان الصينية.

## التاريخ
كانت شيان تحمل اسم تشانغان، وهي عاصمة الصين في عصر أسرة تانغ (618 – 907م) كما هي بداية طريق الحرير، وسكنها العديد من المسلمين المهاجرين إليها، وتذكر المصادر العربية أن إمبراطور الصين لي يو من أسرة تانغ قد بنى مسجدًا في المدينة سنة 762م، ويوجد بالمدينة بضعة عشر مسجدًا وجامعًا، ولكن جامع هواجيويه ومعناه التوعية هو الأكبر من نوعه حجمًا. ويجمع أغلب المؤرخين أن تاريخه يرجع إلى أوائل عهد أسرة هينغ.
سمي جامع هواجيويه لوقوعه في زقاق هواجيويه غربي برج الطبول بمدينة شيان. تاريخ بناء الجامع متعدد، وأرجح الأقوال في بنائه أن الأنصاب الخاصة بمسجد هواجيويه قد اختلطت بمثيلاتها الخاصة بالمساجد الأخرى التي بنيت منذ زمن طويل، واختلطت اختلاط كبير بعد نقل أنصابها إلى أن المسجد يحمل في بنائه بالآثار الإسلامية، جراء ذلك أصبح من الصعب تمييز أنصاب مسجد هواجيويه من أنصاب المساجد البائدة مع مرور الأيام.

## العمارة
بني مسجد هواجيويه على شكل مستطيل، وتبلغ مساحته ثلاثة عشر ألف متر مربع، وهو يشبه القصر الإمبراطوري الصيني بضخامة بنائه وروعة هندسته، ولم يعد من أكبر المساجد في الصين فحسب، بل يعد من كنوز الفن المعماري الصيني. يتكون المسجد من أربع دور متراصة، تتوزع فيها أربع وثمانون غرفة من المباني الرئيسية والإضافية توزعًا متناسقًا، مما يشكل مجموعة كاملة من البنايات، للدار الأولى بوابتان جانبيتان، تواجه إحداهما الجنوب، بينما تواجه الأخرى الشمال، وتجد في موقع بوابة المسجد حاجزا زخرفيا من الطوب، ارتفاعه أكثر من عشرة أمتار، وعرضه عشرون مترا، إلى الداخل من الحاجز الزخرفي يقوم قوس خشبي منقوش جيدا، وهو يواجه قاعة مرور مؤدية إلى الدار الثانية التي ينتصب فيها قوس ومقصورتان لاستيعاب الأنصاب الحجرية، تقع إحداهما يمينا، وتقع الأخرى شمالا. للدور الثانية بوابتان أيضا، وهناك قاعة مرور مؤدية إلى الدار الثالثة التي ينتصب في صدارتها برج شاهق معروف باسم شينغشين، وعلى جانبيها جناحان جنوبي وشمالي، وهو يواجه قاعة الصلاة الضخمة والبعيدة عنه، مما يرمز إلى مواجهة العنقاوات الخمس للشمس.
أما قاعة الصلاة فتستوعب ألف مصلي، وهي صفوة مباني المسجد برمتها، وعلى جدرانها نقوش خشبية من الكتابات العربية والأزهار الجميلة، يتكون سقف القاعة مما يزيد عن ستمائة قطعة من المربعات الملونة، وفي صدارة كل منها كتابات عربية تحيط بها الرسوم الصينية التقليدية من كل الجهات، أشد ما يلفت النظر مقصورة المحراب وراء عمودين بلون قرمزي، نقشًا بكتابات عربية مموهة بالذهب، إضافة إلى أن المربعات الخشبية في أعلى العمودين المذكورين آنفا وعتبة المقصورة العليا ومتدلياتها الخشبية مطعمة بزخارف من كافة الألوان.
المحراب يظهر على شكل عقد مخمس ليس مزخرفًا بالكتابات العربية فحسب، بل يزدان بالرسوم الصينية الطراز، أمام قاعة الصلاة رصيف فسيح محاط بالدرابزينات الصخرية المخرمة الشهيرة بدقة نقوشها، وتجد في الركن الجنوبي الشرقي من الرصيف صخرة غربية مثلثة الشكل على نحو غير منتظم، في الركن الشمالي من الرصيف صخرة سميت الفأرة البيضاء لأنها تبدو كفأرة بيضاء حية عند النظر إليها عن بعد، كما أن في ركن الرصيف الشمالي الشرقي ساعة شمسية مصنوعة من لوح حجري مستطيل، وفي وسط سطحه حفرة مستطيلة لإثبات المزولة. بالإضافة إلى ذلك ترى على سطح اللوح الحجري ثلاثة صفوف من الثقوب المستطيلة، تستعمل في معرفة الوقت حسب الظلال التي ترميها المزولة عليها. اللوح الحجري مثبت على قاعدة صخرية مرتفعة أكثر من متر تحته، وهو قابل للتكييف حسب الحاجة.

## الأهمية
بفضل ضخامة مباني مسجد هواجيويه وكثرة آثاره التاريخية فقد أدرج ضمن قائمة أهم الآثار المحمية على نطاق البلاد، كما أصبح مزارًا هامًا يرتاده السائحون الذين يقصدون شيآن للمرة الأولى. بعد أن قامت الصين بتطبيق سياسة الانفتاح على الخارج، تواردت إلى مسجد هواجيويه جماعات من الضيوف الأجانب الذين يظهرون إعجابهم الشديد به، وكان من بينهم رؤساء دول وحكومات وموظفون كبار كثيرون.